# Sättraby
Sättraby är en by i väster om sjön Erken i Edsbro socken i Norrtälje kommun. Från 2015 avgränsar SCB här en småort.
Byns ursprung går tillbaka till järnåldern. År 1540 omnämns byn med namnet Saetra, som  senare ändras till bynamnet Sättra by. Numera heter byn Sättraby. 
Redan på 1500-talet, var Sättraby, en av de större byarna i trakten och tros ha haft tingsplats och träkyrka.